# Есфигменска повеља
Есфигменска повеља је српски средњовековни рукопис повеља светогорском манастиру Есфигмен од стране деспота Ђурђа Бранковића, из 15. века.
Есфигменску повељу издао је деспот Ђурађ Бранковић 11. септембра 1429. године, а на молбу монаха манастира Есфигмена да постане нови ктитор овог манастира. Ова Повеља представља изузетан историјско-правни документ, израђена је у манастиру Жичи.
Издавањем Есфигменске повеље деспот Ђурађ је наставио вековну традицију дубоке духовне повезаности српских средњовековних владарских кућа са православном црквом и Светом Гором, којој и Деспотовина, иако је далеко одмакнута на север, на Дунав, пружа достојну материјалну помоћ.
Повеља започиње речима
„По неизреченом милосрђу и човекољубљу владара мог слатког ми Исуса Христа и по његовој свемилосној доброти одабрао је смиреност моју и поставио ме за наследника родитеља мојих, за господара Србима. Тако сам ја деспот Ђурађ милошћу божјом у Христу Богу правоверни и христољубиви господар Срба са од Бога дарованом ми побожном и христољубивом господарицом деспотицом госпођом Јерином.
и завршава:
Молимо и онога кога ће Бог изабрати да буде наследник после нас престола нашег, било сина нашег, било неког из рода нашег, или неког другог, да ово наше завештање не буде нарушено, него потврђено. Ако се неко обузет завишћу или лакоумством усуди да наруши било шта од оног што смо горе записали, тај да је проклет од Господа Бога Сведржитеља и врховних апостола, и од триста осамнаест светих и од Пречисте Богоматере и од силе часног и животворног крста, и од дванаест светих и свехвалнихбогоносних отаца у Никеји, и од свих светих који су од почетка света угодници Господњи. Задатом речју и заповешћу господства нашег утврдило се и записало се године 6938. месеца септембра 11. у патријаршији у Жичи.
Милошћу Божјом господар Срба деспот Ђурађ"